# Sakai bugyō
Les Sakai bugyō (堺奉行) sont des fonctionnaires du shogunat Tokugawa à l'époque d'Edo du Japon. Les nominations à cette importante fonction sont généralement réservées aux fudai daimyo, mais cette position compte parmi les postes supérieurs administratifs ouverts à ceux qui ne sont pas daimyos. Les interprétations classiques traduisent ces titres japonais par « commissaire », « surveillant » ou « gouverneur ».
Sakai est situé sur le bord de la baie d'Osaka, à l'embouchure de la Yamato-gawa qui relie la province de Yamato (à présent préfecture de Nara) à la mer. Sakai est un important centre de commerce à l'époque de Muromachi et ce lien commercial continue à jouer un pôle important à l'époque d'Edo. Cependant, au cours de ce laps de temps, les marchands de Sakai consacrent leurs efforts au commerce intérieur en raison de la politique sakoku qui interdit tout contact avec les étrangers excepté sur l'île de Dejima dans le port de Nagasaki.
Ce titre du bakufu désigne un fonctionnaire responsable de l'administration de la ville de Sakai.

## Liste deSakai bugyō
- Hasegawa Fujihiro, 1615[2].